# 832
832 (DCCCXXXII) fue un año bisiesto comenzado en lunes del calendario juliano, en vigor en aquella fecha.

## Acontecimientos

### En Europa
- Pipino I de Aquitania y Luis el Germánico se rebelan contra Ludovico Pío, emperador de los francos y padre de ambos.
- Legendario origen de la bandera de Escocia, que apareció a Angus II (Óengus II) de Fortriu la noche de la víspera de la batalla entre la coalición formada por los pictos y los escotos contra los anglos.
- Clondalkin (Irlanda) es saqueada por los vikingos.
- Sicardo de Benevento sucede a su padre Sico I, fallecido, como príncipe de Benevento

### En Asia
- Heraclea Cybistra, Turquía es saqueada por los Árabes.

## Nacimientos
- Björn fue rey de Suecia según la saga Hervarar.
- Sancho Garcés de Sobrarbe, rey semi legendario de Sobrarbe.
- Svåse el Finés, caudillo vikingo de Dovre.

## Fallecimientos
- Sico I de Benevento